# Dillenia crenatifolia
Dillenia crenatifolia är en tvåhjärtbladig växtart som beskrevs av Hoogland och D. J. Mabberley. Dillenia crenatifolia ingår i släktet Dillenia och familjen Dilleniaceae. Inga underarter finns listade i Catalogue of Life.